# Ab die Post
Ab die Post (Originaltitel: Going Postal) ist der dreiunddreißigste Scheibenwelt-Roman von Terry Pratchett. Er wurde 2004 publiziert und stand 2005 auf der Shortlist sowohl des Locus Award, wie des Nebula für den besten Fantasy-Roman. Ort der Handlung ist Ankh-Morpork. Ab die Post gehört zu den Kultur-Geschichten und führt erstmals Feucht von Lipwig als Protagonisten ein. Der erfolgreiche Trickbetrüger soll das marode Postsystem der Stadt reorganisieren.
Ab die Post reflektiert verschiedene gesellschaftliche Themen wie die Geschichte der Post, verantwortungsvolle Regierungsarbeit, Semaphoren, Hacker, organisierte Kriminalität, Monopole, den Turbokapitalismus, The Smoking Gun und Philatelie.

## Handlung
Lord Vetinari verurteilt den Gentleman-Betrüger Albert Spangler zum Tode und lässt ihn hängen. Nachdem Feucht von Lipwig, wie Spangler wirklich heißt, überraschenderweise wieder zu sich kommt, stellt der Patrizier ihn vor die Wahl, entweder die Stelle des Postministers in Ankh-Morpork anzunehmen oder durch einen Sturz endgültig zu sterben. Feucht entscheidet sich vorerst für den neuen Beruf, ergreift aber bei der erstbesten Gelegenheit die Flucht und galoppiert aus der Stadt. Allerdings hat Vetinari bereits den Golem Herr Pumpe als seinen Bewährungshelfer eingesetzt, der Feucht anhand seiner karmischen Signatur Tag und Nacht verfolgt. Feucht erkennt seine Ausweglosigkeit und tritt seine neue Stelle an.
Seit 20 Jahren hat kein Brief das Postamt mehr verlassen. Die nicht zugestellten Briefe verstopfen das gesamte heruntergekommene Gebäude. Von seinen beiden einzigen Angestellten, dem alten Junior-Postboten Herrn Grütze und dem jungen Postbotenanwärter Stanley, erfährt Feucht, dass die Installation der innovativen Sortieranlage des Absolut Bekloppten Johnson das Ende eingeläutet hatte.
Widerwillig beginnt Feucht, den Postdienst neu zu organisieren und nimmt sich zuerst den ramponierten Schriftfries über dem Eingang vor. Er überredet Hugo S., den Inhaber des gleichnamigen Friseursalons, die Buchstaben seines Ladenschildes inklusive einer großzügigen Spende ans Postamt zurückzugeben. Dann stellt er dem Gemüsehändler Parker einen der uralten Briefe zu.
Die Geheimgesellschaft der Postboten prüft Feucht – den „Unfrankierten Mann“ – und erkennt ihn dann als tatsächlichen Postminister an. Die Dinge kommen in Bewegung und Post wird zugestellt. Allerdings sind die Zusteller nur wenige alte Postpensionäre, die den Tücken des Postbotenalltags nicht mehr gewachsen sind. Deswegen sucht Feucht die Golemstiftung von Adora Belle Liebherz auf. Feucht wirbt um die schöne, aber zynische junge Frau.
Zunächst übernimmt er von ihrer Stiftung alle freien Golems, malt sie blau und golden an und stellt sie den alten Zustellern als Gehilfen zur Seite. Zweieinhalb Meter große Postboten erregen Aufsehen und das will Feucht erreichen. Er selbst trägt inzwischen einen goldenen Anzug und eine goldene, mit Flügeln versehene Kappe. Seine neueste Erfindung, die Briefmarke, erfreut sich sofort größter Beliebtheit. Sie wird sogar als inoffizielles Zahlungsmittel verwendet. Nun werden nicht mehr nur alte Briefe zugestellt, es kommt ständig neue, frische Post herein und nicht nur für Ankh-Morpork, sondern für alle Städte im Umland.
In dieser Situation sieht sich der skrupellose Unternehmer Reacher Gilt gestört. Durch feindliche Übernahme ist er der Besitzer des „Großen Strangs“ geworden, der Betreibergesellschaft der Semaphoren. Der Erfolg der Post droht ein Konkurrent der Telegraphie zu werden. Besonders weil seit Gilts Übernahme die Zuverlässigkeit zugunsten des Profits sinkt. Gilt ordnet an, den störenden Wettbewerber zu beseitigen. Zwar kann Feucht diesem Anschlag entgehen, doch dafür brennt das Postamt bis auf die Grundmauern nieder.
Nach Feuchts persönlicher Begegnung mit Reacher Gilt weiß er, dass jener ein noch viel größerer Betrüger ist als es Feucht in seinen besten Zeiten je war. Nun erwacht Feuchts Ehrgeiz, diesen Titan von einem Betrüger zur Strecke zu bringen. Er verspricht Adora Belle Liebherz, deren Familie von Gilt in den Ruin getrieben wurde, den Vorsitzenden der Klackergesellschaft binnen einer Woche zu vernichten.
Für den Aufbau des Postamts will Feucht sein früher ergaunertes Vermögen einsetzen. Um es reinzuwaschen, schreibt er in aller Öffentlichkeit einen Brief an die Götter, in dem er um Beistand bittet. Danach gibt er vor, in einem Traum den Lageplan für einen Schatz von 150.000 Ankh-Morpork-Dollar erhalten zu haben.
Als Nächstes fordert Feucht die Konkurrenten vom Großen Strang zu einem Wettstreit heraus. Er wettet, mit der Postkutsche eine Nachricht schneller ins 2000 Meilen entfernte Gennua bringen zu können als die Klacker. Der Postminister kann zwar auf Unterstützung des „Rauchenden Gnu“ bauen, eine Gruppe aus drei Hackern, die den gesamten Strang ausschalten könnten, wenn Feucht das von ihnen verlangte, sein Plan ist allerdings lediglich Reacher Gilt auszuschalten.
Bei der Wettfahrt sollen die Hacker die ursprüngliche Nachricht austauschen. Feucht speist eine Anklageschrift gegen den Vorstand des Großen Strangs ins Klackersystem ein, die scheinbar von den verstorbenen Opfern der Gesellschaft stammt. Dies führt zur Verhaftung von Reacher Gilt und der Große Strang wird zunächst staatlicher Aufsicht unterstellt und provisorisch im Verantwortungsbereich des Postministers angesiedelt.

## Sonstiges
Als zweiteiliger Fernsehfilm von Sky verfilmt 2010. In Deutschland unter dem Titel Terry Pratchett – Ab die Post veröffentlicht.
In Anlehnung an einen Handlungsstrang im Roman gibt es seit dem Tod von Terry Pratchett die Möglichkeit, im Internet über eine zusätzliche Header-Zeile an ihn zu erinnern.

## Ausgaben
- deutsche Ausgabe: München, 2006, ISBN 3-442-54608-7
- gekürztes Hörbuch, Sprecher Peer Augustinski, ISBN 3-86604-036-9